# Jimmy Johnstone
James Connolly 'Jimmy' Johnstone (30 de setembre del 1944, Viewparkva - 13 de març del 2006, Uddingston) ser un destacat futbolista escocès dels anys 1960 i 70. Jugava de migcampista i va passar la major part de la seva vida futbolística al Celtic FC, on l'any 2002 fou votat com el millor jugador de la història del club.
Amb el Celtic formà part de l'equip dels Lleons de Lisboa que guanyà la Copa d'Europa el 1967: va jugar com a titular la final de la Copa d'Europa de 1967, que el Celtic va guanyar contra l'Inter de Milà per 2 a 1 a l'Estádio Nacional de Lisboa.
Amb la selecció de futbol d'Escòcia jugà 23 partits i marcà 4 gols, participant en la Copa del Món de 1974.

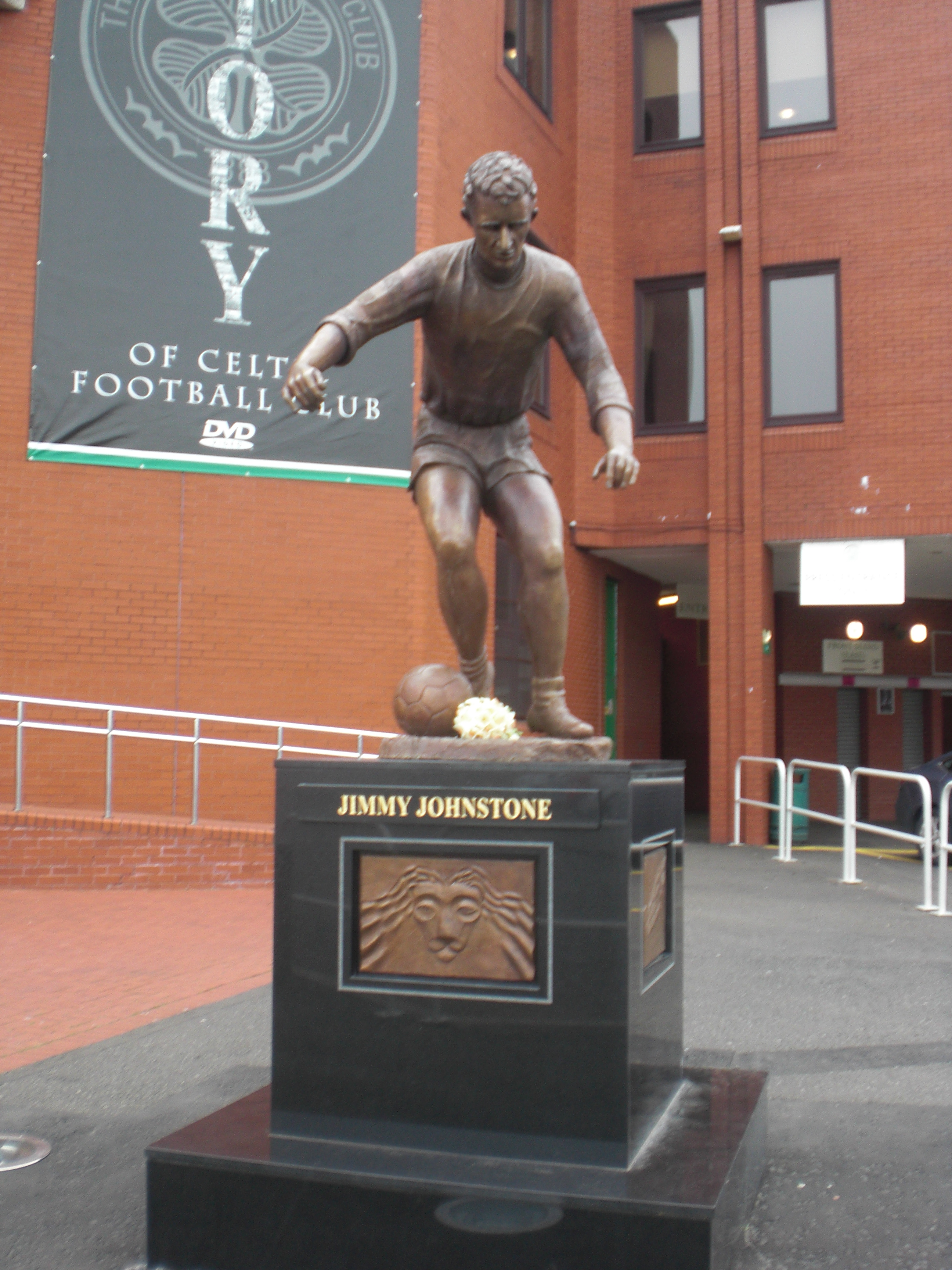
Monument a Jimmy Johnstone, a l'entrada de l'estadi

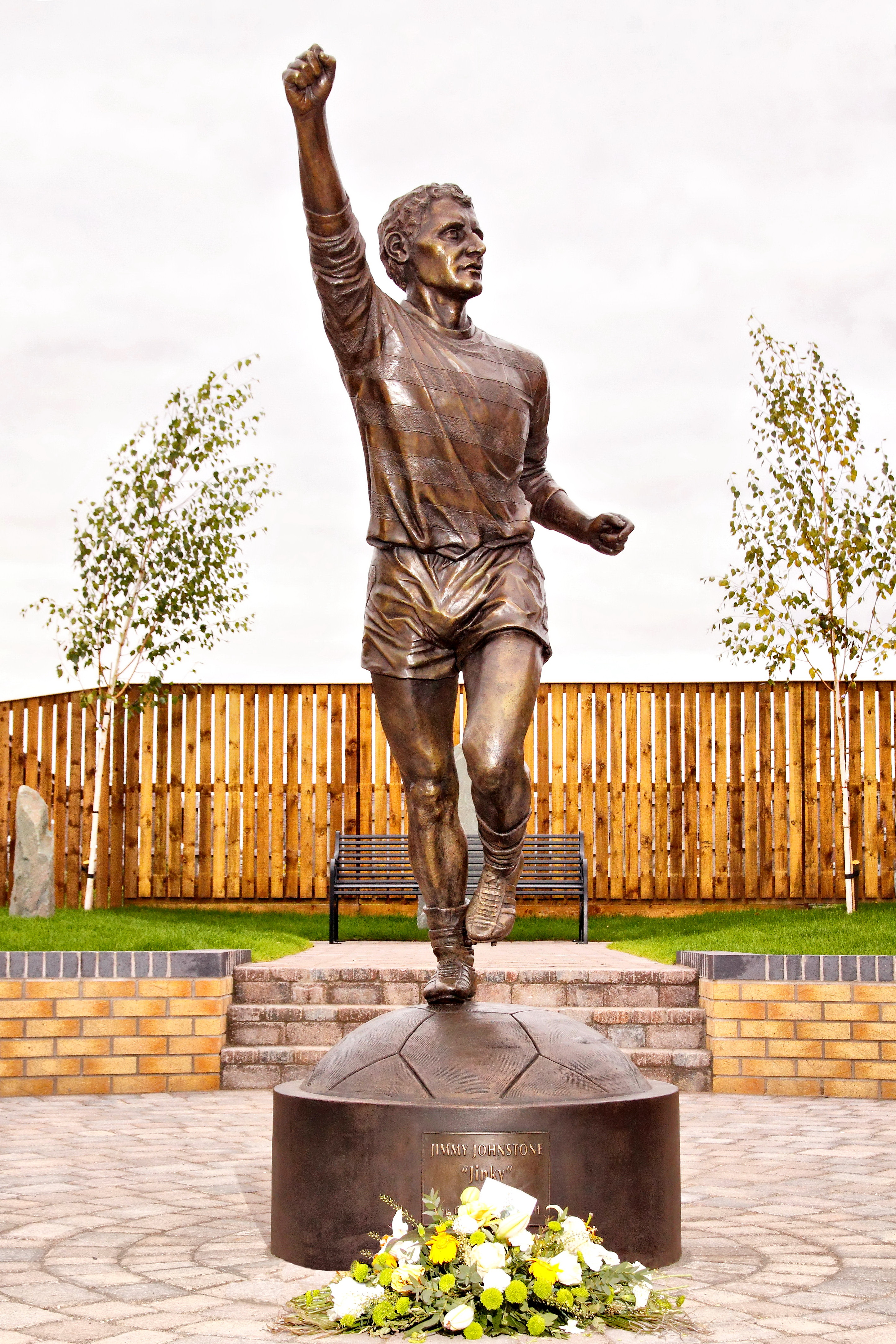
Estàtua de Jimmy Johnstone al Viewpark Memorial de l'escultor John McKenna.

## Trajectòria esportiva
- Celtic Football Club: 1962-1975, 308 partits, 82 gols
- San Jose Earthquakes: 1975
- Sheffield United Football Club: 1975-1977, 11 partits, 2 gols
- Dundee Football Club: 1977, 3 partits, 0 gols
- Shelbourne FC: 1977-1978, 9 partits, 2 gols
- Elgin City

## Palmarès
- Copa d'Europa de futbol (1)
- Lliga escocesa de futbol (9)
- Copa escocesa de futbol (4)
- Copa de la Lliga escocesa de futbol (5)